# Витовно (Поморське воєводство)
Витовно (пол. Wytowno, нім. Weitenhagen) — село в Польщі, у гміні Устка Слупського повіту Поморського воєводства.
Населення — 474 особи (2011).
У 1975-1998 роках село належало до Слупського воєводства.

## Демографія
Демографічна структура станом на 31 березня 2011 року:
|          | Загалом | Допрацездатний вік | Працездатний вік | Постпрацездатний вік |
| -------- | ------- | ------------------ | ---------------- | -------------------- |
| Чоловіки | 239     | 39                 | 172              | 28                   |
| Жінки    | 235     | 42                 | 136              | 57                   |
| Разом    | 474     | 81                 | 308              | 85                   |